# Carlo Colombara (chef)
Carlo Colombara (Novara, Italia, 25 de marzo de 1938-Guayaquil, Ecuador, 28 de marzo de 2020) fue un chef italiano radicado en Ecuador, que fue pionero de la comida italiana en Guayaquil.

## Primeros años
Nació en Novara, en la región de Piamonte, en Italia, el 25 de marzo de 1938, y su padre fue Pietro, uno de los primeros gastrónomos italianos de su región, el cual le enseñó el uso del fuego, de las finas hierbas, entre otras cosas. Se formó como ingeniero industrial y viajó en 1978, por primera vez a Ecuador, para cumplir unas asignaciones de armar completamente una fábrica que producía puertas y tuberías plásticas, ya que la empresa Maderas y Plásticos compró maquinaria en su país y necesitaban de un técnico que les enseñe a usarlas, hasta que en 1980 regresó a su ciudad natal. Regresó nuevamente a Ecuador en 1982, por varias razones y para retomar su relación que comenzó antes de regresar a su país, con la ecuatoriana Cecilia Haro, con quien se casó, se radicó en el país y al siguiente año nació su hija Carla.

## Carrera
Puso en práctica lo que le enseñó su padre sobre la gastronomía italiana, siendo pionero abrió el restaurante La Casa di Carlo en la ciudadela Kennedy Norte y se convirtió en el ícono de la comida italiana en la ciudad de Guayaquil. Abrió más restaurantes, los cuales conducía con su hija Carla, ya mayor, llamado Carlo E Carla uno de sus restaurantes, ubicado en Plaza Lagos, en la avenida Samborondón. Desde los años ochenta abrió 13 restaurantes en varios países, como es en el caso de Chile, restaurantes que abría o cerraba en distintos periodos. Uno de sus restaurantes que llegó a durar diez años fue el San Remo, de la avenida 9 de Octubre y la calle García Avilés, en Guayaquil. En 1985, ganó el tenedor de Oro por su Corvina al Blanc de Blanc, desde entonces su comida es un referente de la gastronomía italiana en Guayaquil.
Además de ser el pionero en introducir la cocina italiana a varios restaurantes de Guayaquil, formó a varios cocineros que luego se convirtieron en chefs de restaurantes, así mismo muchos cocineros pasaron por sus negocios y algunos se independizaron. Entre los cocineros que formó Colombara, junto al gremio de chefs, siempre se han mantenido unidos, además del director de La Escuela de los Chefs, Santiago Granda, quién empezó su carrera entre los años noventa cuando Colombara ya era en chef respetado en el medio, y junto a otros compañeros de la época, eran quienes en esos años cuando la comida europea era muy marcada, los que dirigían y marcaban las pautas de la cocina.
Fue también amigo de Stéphane Richard, gerente de Alimentos y Bebidas del Centro de Convenciones de Guayaquil, de Ricardo Bock, chef ejecutivo y empresario independiente a quien conoció entre 1998, de Manfred Krault, chef ejecutivo del hotel Hilton Colon a quien conoció entre 1996 y 1997 cuando este llegó de Alemania, y de Alejandro Andrade, director operativo de La Escuela de los Chefs a quien conoció entre 1995, al cual siempre le preguntaba por la escuela a la que también regaló libros de cocina.
A la edad de 76 años comenzó su vida como docente, enseñando clases de cocina. En televisión mostró su arte culinario en el programa Mamma Mia, en La Casa di Carlo.
Pese a que Colombara cambia el menú de la carta cada dos años en sus restaurantes, las conchitas a la parmesana, plato que creó en los noventa, es la receta a base de scallops o vieiras y queso parmesano, que no la ha quitado del menú porque es la entrada que más consumen los clientes y que ha tenido buenas críticas. Esta misma receta de hace 20 años, las conchitas a la parmesana, ganó el concurso L'apéritif, ante 39 restaurantes de Guayaquil, Quito y Cuenca en 2019, representado por el chef José Carranza Sánchez, uno de los empleados más antiguos de La Casa di Carlo, que inició a los 18 años de edad lavando platos hasta ser el chef del restaurante Carlo E Carla con el que ganó el concurso a sus 36 años de edad, con la receta de Colombara, su mentor.

## Muerte
Colombara tenía problemas de salud con la hipertensión, el corazón y el riñón, de los cuales estaba siendo tratado. El 21 de marzo de 2020 tenía previsto viajar a su ciudad natal para visitar a su hermana, sin embargo no pudo debido al estado de emergencia decretado días antes en Ecuador, por la pandemia de enfermedad por coronavirus. El 16 de marzo comenzó a presentar síntomas de COVID-19 y el 21 de marzo le empezó a dar fiebre y al día siguiente se le realizó unos exámenes de tórax y pulmón que afirmaban más las sospechas de COVID-19. En la mañana del 26 de marzo lo internaron en el hospital y falleció el 28 de marzo, por complicaciones de COVID-19 causado por el virus del SARS-CoV-2, a la edad de 82 años, en Guayaquil.